# Équipe de Bulgarie féminine de basket-ball
Cet article traite de l'équipe féminine. Pour l'équipe masculine, voir Équipe de Bulgarie masculine de basket-ball.
Maillots
L'équipe de Bulgarie féminine de basket-ball (en bulgare : България отбор жени национален по баскетбол) est l'équipe nationale qui représente la Bulgarie dans les compétitions internationales féminine de basket-ball. Elle est placée sous l'égide de la Fédération bulgare de basket-ball (BFB). L'équipe est affiliée à la FIBA depuis 1935. Son surnom est "лъвиците", ce qui signifie « Les Lionnes ».
La Bulgarie remporte des médailles lors des trois principales compétitions internationales : elle remporte deux médailles olympiques, le bronze en 1976, édition où le basket-ball féminin fait son apparition puis l'argent lors de l'édition suivante. Elle remporte deux médailles en Championnat du monde, l'argent en 1959 et le bronze en 1964. Elle remporte un titre européen, en  1958, cinq médailles d'argent et cinq médailles de bronze sur la scène européenne.

## Résultats

### Palmarès
| Compétitions mondiales                                                                         | Compétitions continentales                                                                                                 | Autres compétitions |
| ---------------------------------------------------------------------------------------------- | --- | --- |
| - Jeux olympiques - Finaliste en 1980 - Coupe du monde - Finaliste en 1959 - Troisième en 1964 | - EuroBasket (1) - Vainqueur en 1958 - Finaliste en 1960, 1964, 1972, 1983 et 1985 - Troisième en 1954, 1962, 1976 et 1989 | - Jeux de l'Amitié - Finaliste en 1984 - Championnat des Balkan (1) - Vainqueur en 1960 - Universiade (1) - Vainqueur en 1977 - Troisième en 1961 |

### Parcours en compétitions internationales

#### Jeux olympiques
| Année | Position      |      | Année         | Position |               | Année | Position |
| 1976  | Finaliste     | 1996 | Non qualifiée | 2016     | Non qualifiée |       |          |
| 1980  | Troisième     | 2000 | Non qualifiée | 2020     | Non qualifiée |       |          |
| 1984  | Boycott       | 2004 | Non qualifiée | 2024     | Non qualifiée |       |          |
| 1988  | 5e            | 2008 | Non qualifiée | 2028     | -             |       |          |
| 1992  | Non qualifiée | 2012 | Non qualifiée | 2032     | -             |       |          |

#### Coupe du monde
| Année | Position      |      | Année         | Position |               | Année | Position |
| 1953  | Non qualifiée | 1979 | Non qualifiée | 2006     | Non qualifiée |       |          |
| 1957  | Non qualifiée | 1983 | 6e            | 2010     | Non qualifiée |       |          |
| 1959  | Finaliste     | 1986 | 7e            | 2014     | Non qualifiée |       |          |
| 1964  | Troisième     | 1990 | 8e            | 2018     | Non qualifiée |       |          |
| 1967  | 7e            | 1994 | Non qualifiée | 2022     | Non qualifiée |       |          |
| 1971  | Non qualifiée | 1998 | Non qualifiée | 2026     | -             |       |          |
| 1975  | Non qualifiée | 2002 | Non qualifiée | 2030     | -             |       |          |

#### EuroBasket
| Année | Position      |      | Année         | Position |               | Année | Position |
| 1938  | Non qualifiée | 1976 | Troisième     | 2003     | Non qualifiée |       |          |
| 1950  | Non qualifiée | 1978 | 7e            | 2005     | Non qualifiée |       |          |
| 1952  | Troisième     | 1980 | 5e            | 2007     | Non qualifiée |       |          |
| 1954  | Troisième     | 1981 | 5e            | 2009     | Non qualifiée |       |          |
| 1956  | 6e            | 1983 | Finaliste     | 2011     | Non qualifiée |       |          |
| 1958  | Vainqueur     | 1985 | Finaliste     | 2013     | Non qualifiée |       |          |
| 1960  | Finaliste     | 1987 | 9e            | 2015     | Non qualifiée |       |          |
| 1962  | Troisième     | 1989 | Troisième     | 2017     | Non qualifiée |       |          |
| 1964  | Finaliste     | 1991 | 4e            | 2019     | Non qualifiée |       |          |
| 1966  | 7e            | 1993 | 6e            | 2021     | Non qualifiée |       |          |
| 1968  | 5e            | 1995 | Non qualifiée | 2023     | Non qualifiée |       |          |
| 1970  | 4e            | 1997 | Non qualifiée | 2025     | Non qualifiée |       |          |
| 1972  | Finaliste     | 1999 | Non qualifiée | 2027     | -             |       |          |
| 1974  | 5e            | 2001 | Non qualifiée | 2029     | -             |       |          |

## Joueuses célèbres
- Albena Branzova-Dimitrova
- Polina Tzekova
- Vanya Voynova